# ExcelStor Technology

Logo

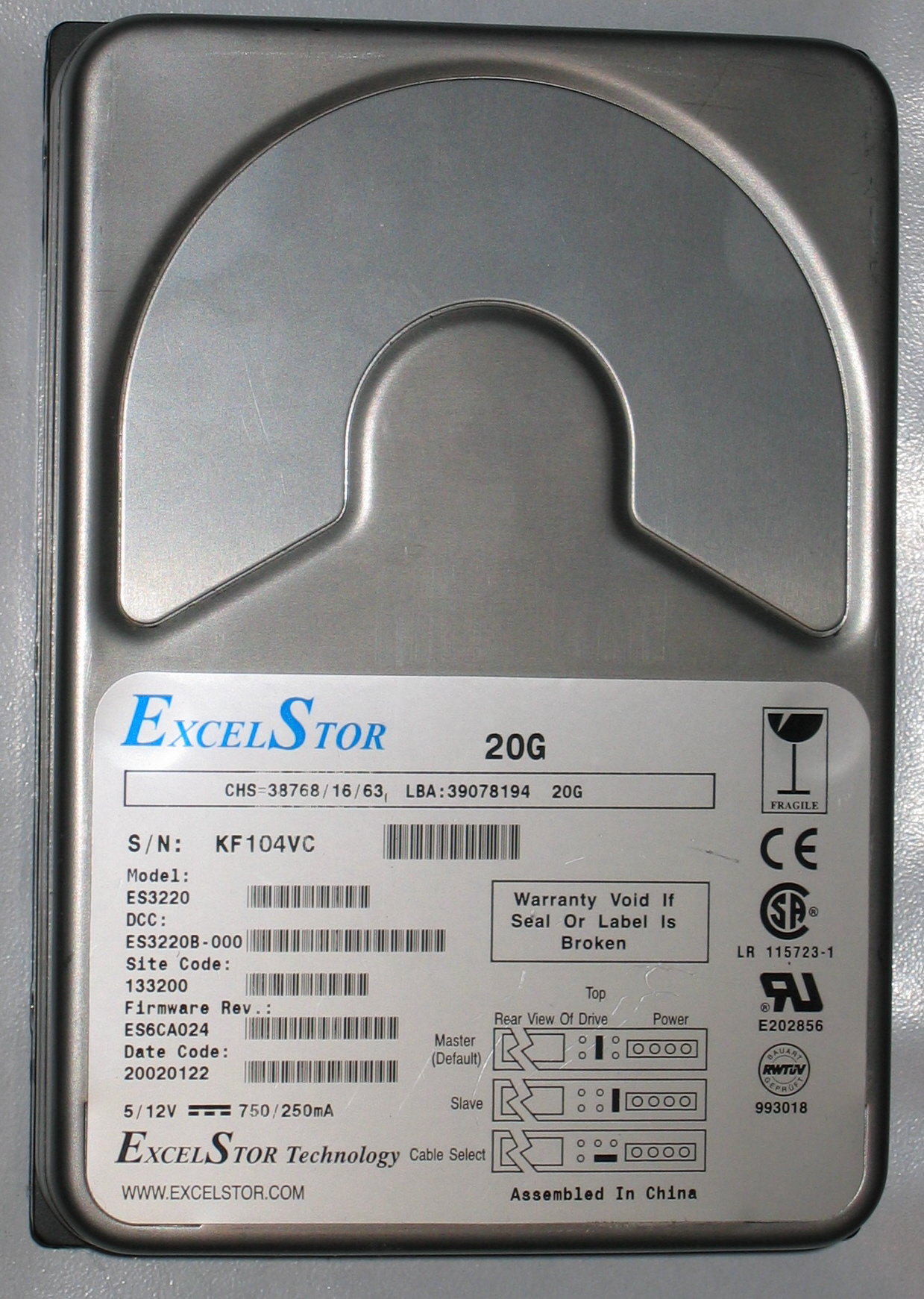
ExcelStor ES3220 mit 20 GB, Frontansicht

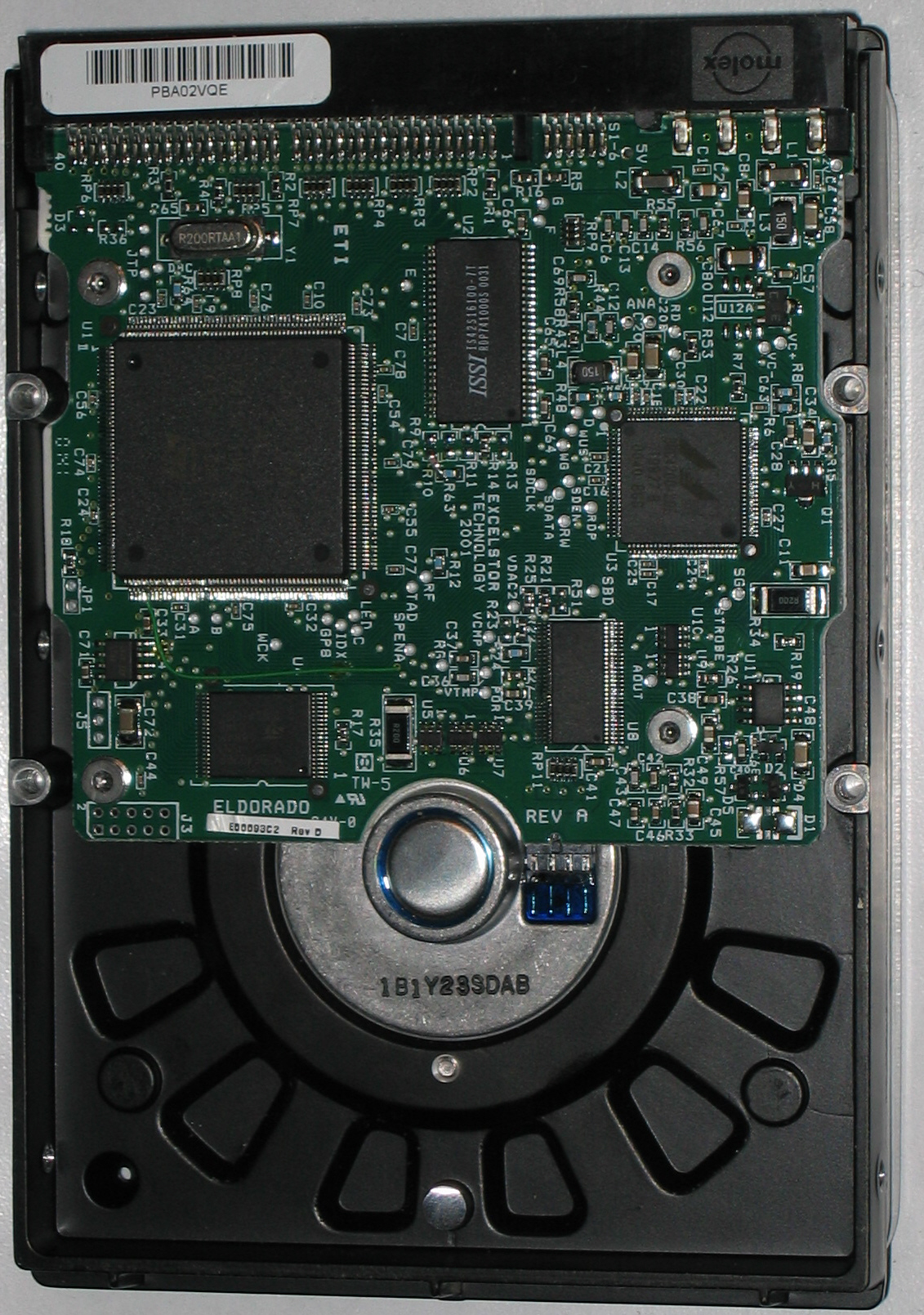
ExcelStor ES3220 mit 20 GB, Rückansicht

ExcelStor Technology war ein chinesischer Festplattenhersteller mit Sitz in Shenzhen, wo sich auch die Fertigung befand. Das Unternehmen wurde 2001 gegründet und übernahm kurz danach den US-amerikanischen Festplattenhersteller Conner Technologies. Das Entwicklungszentrum von ExcelStor befand sich deshalb in Longmont, Colorado (USA). ExcelStor gehörte teilweise dem Unternehmen Shenzhen Kaifa Technology, das wiederum mehrheitlich Great Wall Technology gehört. Seit ca. 2010/2011 ist ExcelStor am Festplattenmarkt nicht mehr präsent.

## Produkte
Das Unternehmen fertigte anfangs Festplattenmodelle von IBM in Lizenz und Entwicklungen von Conner Technologies. Danach wurde ein weitreichendes Patentaustausch- und Fertigungsabkommen mit IBM abgeschlossen, das auch nach dem Verkauf der IBM-Festplattensparte an Hitachi Global Storage Technologies (HGST) weiter Bestand hatte und zeitweilig sogar erweitert wurde: So produzierte das Unternehmen seit Mitte 2003 Festplatten für HGST. Außerdem werden weiterhin Eigenentwicklungen gefertigt und verkauft.
Die Strategie von ExcelStor sah die Herstellung und Entwicklung von möglichst kostengünstigen Festplatten für den asiatischen Markt vor. Als Besonderheit benannte ExcelStor seine Festplattenserien nach Planeten und Monden des Sonnensystems (z. B. Jupiter, Ganymede, Europa, Venus).